# Arenal d'en Castell
La platja de s'Arenal d'en Castell està situada a l'illa de Menorca; concretament, al nord del municipi des Mercadal.
Es tracta d'una platja semiurbana i és considerada una de les més belles de Menorca.
Es caracteritza per tenir una forma gairebé circular i unes dimensions enormes. La sorra és groga.
Té escassa vegetació i està envoltada per habitatges residencials.
Aquesta platja disposa d'un servei de socorrista.
L'octubre del 2011, a les instal·lacions de l'Hotel Aguamarina, s'hi va disputar la setanta-novena edició del Campionat d'Espanya d'escacs, que va guanyar el català Àlvar Alonso.